# Омден
Омден (нем. Ohmden) — община в Германии, в земле Баден-Вюртемберг. 
Подчиняется административному округу Штутгарт. Входит в состав района Эслинген.  Население составляет 1722 человека (на 31 декабря 2010 года). Занимает площадь 5,55 км².